# Striptease
Un striptease, estriptis, estriptís (del inglés strip, «desnudar», y tease, «tentar») o baile sensual es un espectáculo, generalmente un baile, en que la persona ejecutante se va quitando la ropa sensualmente ante los espectadores. Se realiza generalmente en bailes de mesa, cabarés o clubes nocturnos.
El estriptis suele implicar lentitud al desnudarse, para provocar en el público el deseo de una mayor exhibición. Con ese objetivo, el desnudista acostumbra a usar ropa adicional debajo de las primeras prendas que se quita, o juega con mantener la ropa que se va quitando, o las manos, delante de partes de cuerpo que van quedando desnudas, etc. El énfasis está en el acto de desnudarse junto con movimientos sensuales sugerentes, no en el hecho de estar desnudo. La actuación se acostumbra a dar por terminada cuando la persona ejecutante termina de quitarse la ropa, aunque es bastante frecuente que el desnudo no sea integral.
El atractivo físico y el vestuario son los elementos principales usados por los bailarines eróticos, aunque la música y las luces suelen ser también importantes. Con frecuencia, en la actualidad (años 2010) se usan barras y, algunas veces, sillas (ya se utilizaban en el pasado) y otros elementos. Hay locales especializados en este tipo de espectáculo (strip clubs). 

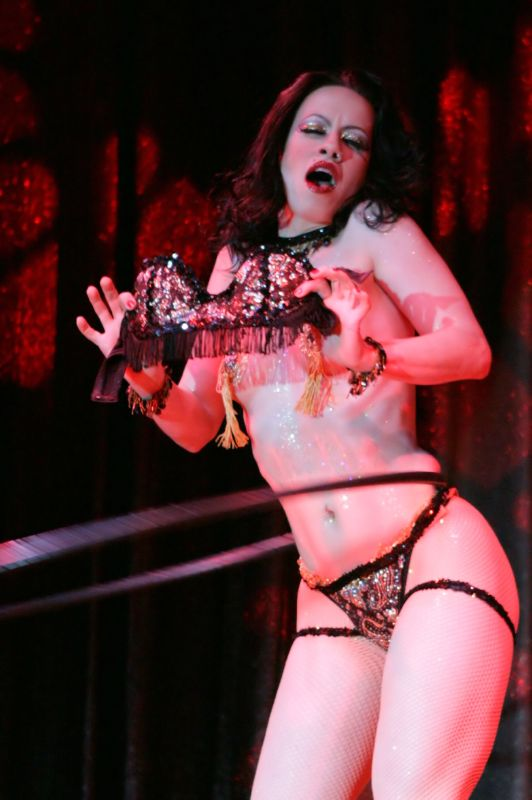
Striptease.

El principal incentivo que lleva a los bailarines eróticos a esta profesión suelen ser las propinas que ganan, generalmente altos, y también el dinero que pueden llegar a recibir por actuaciones en fiestas privadas.

## Elstripteaseen el cabaret

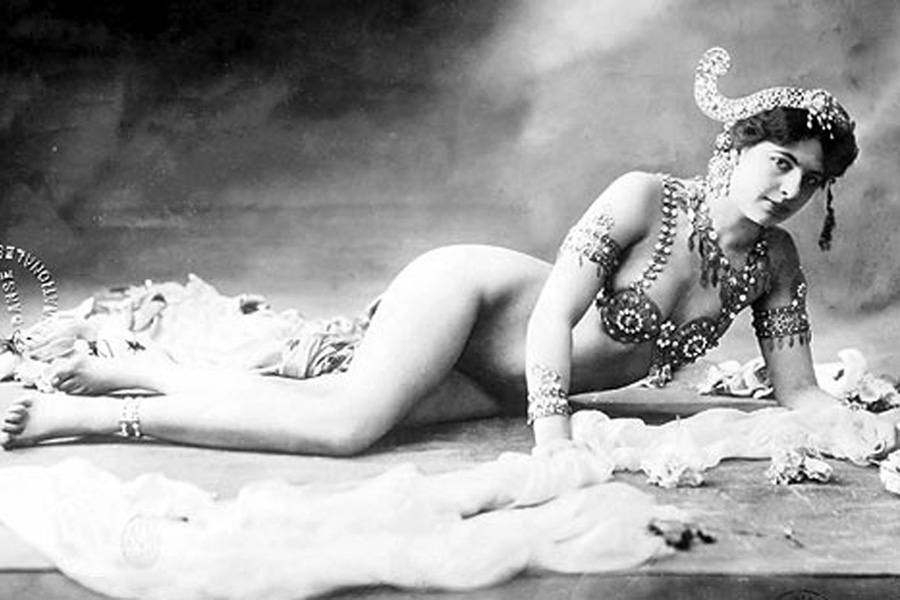
Mata Hari, al final de la Danza de los siete velos.

Aunque el striptease es un espectáculo tradicional de cabaret, solo algunas artistas, como Mata Hari y Dita Von Teese, llegaron a ser famosas internacionalmente.

## Elstripteaseen el cine
Algunas de las secuencias de striptease más conocidas de la historia del cine son las de la película Gilda, de Charles Vidor, 1946, aunque Rita Hayworth solo se quita los guantes y un collar, la de Brigitte Bardot y Jeanne Moreau en Viva María! de Louis Malle, 1965, y la de Sophia Loren en el tercer episodio de la película italiana Ayer, hoy y mañana (Ieri, Oggi e Domani), de Vittorio De Sica, 1964. En 1986, en la película Nueve semanas y media de Adrian Lyne, Kim Basinger realizará un famoso baile de estriptis, al ritmo de la canción "You Can Leave Your Hat On", de Joe Cocker, canción que inmediatamente alcanzó fama mundial, quedando asociada hasta hoy con escenas de desnudos en cine, televisión, espectáculos de cabaret, etcétera.
También es conocido el striptease masculino de la película The Full Monty, de Peter Cattaneo, estrenada en 1997.

## Filmografía
- Mademoiselle Strip-tease, de Pierre Foucaud, con Dora Doll y las bailarinas del Crazy Horse, 1957 (ambientada en los cabarets del barrio de Saint-Germain-des-Prés de París, Francia).
- Showgirls, de Paul Verhoeven, con Elizabeth Berkley, 1995.
- Striptease, de Andrew Bergman, con Demi Moore, 1996.
- Closer, de Mike Nichols, con Natalie Portman, 2004.